# Alexander Ball
Alexander John Ball, primer baronet (Painswick, Gloucestershire, Inglaterra 22 de julio de 1757- Attard, Malta, 25 de octubre de 1809) fue un contraalmirante británico y Gobernador de Malta. Bajo el mando de Horatio Nelson participó en la Batalla del Nilo.

## Biografía
Cercano de Horatio Nelson, participó con él en el Sitio de Malta (1798-1800) y se desempeñó como comisionado civil (gobernador) de la isla de 1802 a 1809. Sir Alexander John Ball provenía de una familia de Gloucestershire. Ingresó a la marina y en 1778 fue ascendido a Teniente. Tres años más tarde comenzó una estrecha asociación con George Brydges Rodney y, dos días después de la coronación de la victoria de su jefe el 12 de abril de 1782, Ball fue ascendido a comandante y en 1783 se convirtió en capitán. En esta época pasó un año en Francia con el doble propósito de aprender el idioma y vivir económicamente. Nelson, entonces capitán, en ese momento no estaba impresionado favorablemente por su futuro amigo y camarada, y se refirió a él como una persona engreída. No fue hasta 1790 que Ball recibió un mando. A partir de ese año, sin embargo, estuvo continuamente empleado.
En 1798, la asistencia prestada por él al barco de Nelson en mal tiempo, hizo que este último olvidara su anterior animosidad, y desde ese momento los dos fueron amigos cercanos. Bajo el mando del vicealmirante Nelson, Ball participó en la Batalla del Nilo, y su barco, el HMS Alexander fue el oponente particular del buque insignia que comandó el almirante francés François-Paul Brueys d'Aigalliers el L´Orient, que explotó, falleciendo en combate el almirante Brueys d´Aigalliers. Dos meses más tarde se le ordenó el bloqueo de Malta, que se mantuvo sin interrupción durante los dos años siguientes. Ball confió el bloqueo a su primer teniente, y él mismo dirigió a los infantes de marina y la milicia local, que hicieron el asedio por tierra. Su cuidado por sus hombres sentó las bases de su popularidad entre los malteses que continuó hasta su muerte. 
Después de la caída de Malta, Ball prácticamente se retiró del servicio, a pesar de la súplica urgente de Nelson de que siguiera a flote, y desde 1801 (cuando fue nombrado Baronet) hasta 1809, fue Gobernador de Malta donde se ganó el cariño de la gente por su consideración por sus intereses y su oposición a la política de tratar a la isla como una dependencia conquistada. Su amistad con Lord Nerlson, cuyas cartas demuestran su gran respeto por él, solo se rompió con la muerte. Ball murió el 20 de octubre de 1809 y fue enterrado en Malta. Sir Alexander Ball fue muy amable con Samuel Taylor Coleridge cuando éste era su secretario en Malta de 1804 a 1806.

## Alexander Ball y Malta
Alexander Ball fue una figura importante en los acontecimientos diplomáticos y militares que llevaron a Malta bajo el dominio británico. Universalmente amado por los malteses, Ball visitó las islas por primera vez el 12 de octubre de 1798. Siempre que Ball aparecía en público, los transeúntes en las calles permanecían descubiertos hasta que él pasaba; los clamores de la plaza del mercado se silenciaron a su entrada y luego se intercambiaron por gritos de alegría y bienvenida. Su misión era sostener y continuar el asedio y bloqueo de las fuerzas francesas en Malta, ayudadas por ciertas fuerzas navales portuguesas. Los líderes malteses del bloqueo se sintieron inmediatamente atraídos por el carisma y la simpatía de Ball.